# Agama
Agama – rodzaj gadów z podrodziny Agaminae w rodzinie agamowatych (Agamidae). 

## Zasięg występowania
Rodzaj obejmuje kilkadziesiąt gatunków występujących w Afryce (Egipt, Libia, Algieria, Maroko, Sahara Zachodnia, Mauretania, Senegal, Gwinea Bissau, Gwinea, Sierra Leone, Liberia, Wybrzeże Kości Słoniowej, Mali, Burkina Faso, Ghana, Togo, Benin, Niger, Nigeria, Kamerun, Czad, Sudan, Erytrea, Dżibuti, Somalia, Etiopia, Sudan Południowy, Republika Środkowoafrykańska, Gwinea Równikowa, Gabon, Kongo, Demokratyczna Republika Konga, Rwanda, Burundi, Uganda, Kenia, Tanzania, Malawi, Zambia, Angola, Namibia, Botswana, Zimbabwe, Mozambik, Eswatini, Lesotho i Południowa Afryka).

## Charakterystyka
Jaszczurki te zamieszkują suche stepy oraz skaliste pustynie. Osiągają długość ciała 30–45 cm. Ich ubarwienie jest zwykle brunatne lub szare, choć w okresie godowym samce przybierają często jaskrawe barwy (np. czerwone, błękitne, żółte).

## Systematyka

### Etymologia
- Agama: rodzima nazwa agama z Gujany Holenderskiej oznaczająca „jaszczurkę”[12].
- Cyclosaurus (Cyoclosaurus): gr. κυκλος kuklos „okrąg”[13]; σαυρος sauros „jaszczurka”[14]. Gatunek typowy: Lacerta hispida Linnaeus, 1758.
- Saura: gr. σαυρος sauros „jaszczurka”[14]. Gatunek typowy: Saura spinalis Wagler, 1833 (= Lacerta agama Linnaeus, 1758).
- Phrynopsis: gr. φρυνη phrunē, φρυνης phrunēs „ropucha”[15]; οψις opsis, οψεως opseōs „wygląd, oblicze, twarz”[16]. Gatunek typowy: Agama atra Daudin, 1802; młodszy homonim Phrynopsis Rafinesque, 1815 (Arachnida).
- Podorrhoa: gr. πους pous, ποδος podos „stopa”[17]; ορρος orrhos „zad”[18]. Gatunek typowy: Lacerta agama Linnaeus, 1758.
- Psammorrhoa: gr. ψαμμος psammos „piasek”[19]; ορρος orrhos „zad”[18]. Gatunek typowy: Agama aculeata Merrem, 1820.
- Oreodeira: gr. ορος oros, ορεος oreos „góra”[16]; δειρας deiras, δειραδος deirados „wzgórze, szczyt”[20]. Gatunek typowy: Oreodeira gracilipes Girard, 1857 (= Tropidolepis africanus Hallowell, 1844).

### Podział systematyczny
Do rodzaju należą następujące gatunki:

- Agama aculeata Merrem, 1820
- Agama africana (Hallowell, 1844)
- Agama agama (Linnaeus, 1758) – agama czerwonogłowa
- Agama anchietae Bocage, 1896
- Agama armata Peters, 1855
- Agama atra Daudin, 1802
- Agama bibronii Duméril, 1851
- Agama boensis Monard, 1940
- Agama bottegi Boulenger, 1897
- Agama boueti Chabanaud, 1917
- Agama boulengeri Lataste, 1886
- Agama caudospinosa Meek, 1910
- Agama congica (Peters, 1877)
- Agama cristata Mocquard, 1905
- Agama dodomae Loveridge, 1923
- Agama doriae Boulenger, 1885
- Agama etoshae McLachlan, 1981
- Agama finchi Böhme, Wagner, Malonza, Lötters & Köhler, 2005
- Agama gracilimembris Chabanaud, 1918
- Agama hartmanni Peters, 1869
- Agama hispida (Kaup, 1827)
- Agama hulbertorum Wagner, 2014
- Agama insularis Chabanaud, 1918
- Agama kaimosae Loveridge, 1935
- Agama kirkii Boulenger, 1885
- Agama knobeli Boulenger & Power, 1921
- Agama lanzai Wagner, Leaché, Mazuch & Böhme, 2013
- Agama lebretoni Wagner, Barej & Schmitz, 2009
- Agama lionotus Boulenger, 1896
- Agama lucyae Wagner & Bauer, 2011
- Agama montana Barbour & Loveridge, 1928
- Agama mossambica Peters, 1854
- Agama mucosoensis Hellmich, 1957
- Agama mwanzae Loveridge, 1923
- Agama parafricana Trape, Mediannikov & Trape, 2012
- Agama paragama Grandison, 1968
- Agama persimilis Parker, 1942
- Agama picticauda (Peters, 1877)
- Agama planiceps Peters, 1862 – agama skalna
- Agama robecchii Boulenger, 1891
- Agama rueppelli Vaillant, 1882
- Agama sankaranica Chabanaud, 1918
- Agama somalica Wagner, Leaché, Mazuch & Böhme, 2013
- Agama spinosa J.E. Gray, 1831
- Agama tassiliensis Geniez, Padial & Crochet, 2011
- Agama turuensis Loveridge, 1932
- Agama wachirai Malonza, Spawls, Finch & Bauer, 2021
- Agama weidholzi Wettstein, 1932